# Handel Gothic
Handel Gothic es un tipo de letra geométrica sin serifa (sans serif) diseñado en 1965 por Donald J. Handel (1936-2002), quien trabajó para el diseñador gráfico Saul Bass.
Handel Gothic fue un éxito instantáneo cuando se lanzó por primera vez. FotoStar lo distribuyó originalmente en formato de carrete y Robert Trogman lo reeditó en los años ochenta.
Este tipo de letra fue muy popular en la década de 1980, debido a su diseño futurista, y aún hoy se utiliza para referirse al futuro; se ha utilizado en los créditos de Star Trek: Voyager y Star Trek: Deep Space Nine, así como en el logotipo de Encuentros Cercanos del Tercer Tipo y en el texto del menú del juego de 2000 para Nintendo 64, Perfect Dark.
Handel Gothic también se utilizó para los créditos finales del programa de la CBS The Price Is Right de 1972 a 1981. También se utilizó para los créditos finales de Sesame Street (1983-1992).
Las versiones Elsner+Flake, Linotype y URW++ utilizan un remate curvo en la "R" mayúscula (como la de Helvetica), una cola horizontal en la "Q" mayúscula (como la de Univers), un remate inferior curvo en la "k" minúscula y una "w" minúscula en forma de tridente. En cambio, las versiones Bitstream y Tilde SIA utilizan un "1" más grueso, un remate recto en la "R" mayúscula (como el de Akzidenz Grotesk), un remate inferior recto en la "k" minúscula y una "w" formada por una doble "v".
Christian Schwartz diseñó el tipo de letra Simian Display, inspirado en el tipo de letra Handel Gothic, utilizado por la franquicia estadounidense de ciencia ficción El planeta de los simios y disponible en 3 grosores con nombres de primates ("Orangután" para el normal, "Chimpancé" para el negrita, "Gorila" para el negro).
El diseñador tipográfico tailandés Anupap Jaichumnan diseñó el tipo de letra Flatory, que también está inspirado en el tipo de letra Handel Gothic, disponible en 4 versiones (sans-serif, serif, slab serif, high-contrast sans-serif).

## Handel Gothic Cyrillic
Versión de Tilde SIA con soporte para caracteres cirílicos. La familia incluye 1 fuente.

## ITC Handel Gothic (2008)
Versión con proporciones redimensionadas diseñada por Rod McDonald, publicada en marzo de 2008 por International Typeface Corporation (ITC).
La versión original incluye 5 fuentes en 5 grosores. Las características OpenType incluyen fracciones, ligaduras, ordinales, alternativas estilísticas y subíndice/superíndice. Las versiones cursivas de las fuentes se introdujeron con el lanzamiento de ITC Handel Gothic Pro.

### ITC Handel Gothic Pro (2010)
Versión de ITC Handel Gothic con diseños complementarios en cursiva, compatibilidad con el conjunto de caracteres Adobe Central Europe, adición de ligaduras y caracteres alternativos.
Otras características de OpenType son las formas localizadas y el conjunto estilístico 1.

## ITC Handel Gothic Arabic (2015)
Versión de ITC Handel Gothic para las lenguas árabe, persa y urdu, diseñada por Nadine Chahine de Monotype Imaging, basada en la escritura cúfica.
La familia tipográfica incluye 5 fuentes en 5 grosores, sin cursiva.

## URW++ Handel Slab (2009)
Versión slab serif de URW++ Handel Gothic con tres grosores de trazo (ligero, medio y negrita) y estilos oblicuos para complementarlos.

## Usos corporativos
- 343 Industries, actual desarrollador de la franquicia de videojuegos Halo, utiliza Handel Gothic en su logotipo desde el lanzamiento de su primer juego, Halo: Combat Evolved Anniversary, en 2011. [9][10] Esto se debe a que la fuente se utilizó en el primer juego de la serie Halo, Halo: Combat Evolved (en los menús del juego y en el manual de instrucciones),[11] desarrollado por Bungie y publicado en 2001.
- Allgemeiner Deutscher Fahrrad-Club (ADFC), ONG alemana de apoyo al ciclismo, utiliza Handel Gothic como fuente de su logotipo corporativo.[12]
- Emblema del modelo de automóvil American Motors / AMC Eagle desde 1980 hasta 1987, utilizado para el nombre del modelo de automóvil EAGLE.
- Arkon Technologies utiliza Handel Gothic Light.[13]
- Emblema de la línea de cámaras fotográficas autofocus Canon EOS desde 1987, utilizado para el nombre de la línea de cámaras EOS.[14]
- CentOS, una distribución de Linux, utiliza Handel Gothic en su logotipo.
- Cinemax Studios (ahora GMA Pictures) utilizó la fuente en 1997 hasta el 24 de junio de 1998.
- Nvidia utiliza el tipo de letra Handel Gothic en su logotipo desde 2006.
- Disney: The Walt Disney Company utilizó Handel Gothic en el logotipo de The Disney Channel de 1983 a 1986. El tipo de letra también se utilizó en el logotipo Neon Mickey, de Walt Disney Home Video, de 1983 a 1986 y en los cartuchos de Walt Disney Home Video normalmente de 1980 a principios de 1984. Además, apareció en el logotipo de Walt Disney World de 1971 a 1996 con la silueta de Mickey dentro de una "D" sobredimensionada, así como en la señalización del EPCOT Center antes de su remodelación.
- The Hoover Company: utilizado en sus aspiradoras en la década de 1990.
- Quake Live, videojuego de id Software de 2010, utiliza Handel Gothic en su interfaz de usuario.
- Robotnik Automation: utiliza Handel Gothic en su logotipo.[15]
- Jaycar: se utiliza en su logotipo desde 2019.[16]
- Korean Broadcasting System: Logotipo de la televisión pública nacional coreana.
- Mega (canal de televisión chileno): utilizó Handel Gothic para su división de noticias a principios de la década de 2000. Además, su programa de noticias Meganoticias utilizó Handel Gothic en su logotipo desde 2000 hasta 2010.
- Metro TV (Indonesia) utiliza este tipo de letra en su logotipo desde 2010.
- Los logotipos de Pepsi de 1987 a 2003 utilizaron este tipo de letra.
- PHP, un lenguaje script de propósito general, utiliza Handel Gothic en su logotipo.[17]
- San Miguel Corporation utiliza Handel Gothic como fuente de su logotipo corporativo desde 1975.[18]
- News Patrol, un noticiario de ABS-CBN News Filipinas, utiliza este tipo de letra en su logotipo desde 2008. A su vez, TV Patrol utiliza este tipo de letra desde 2001.
- Huawei utilizó Handel Gothic en su logotipo de 2006 a 2018.
- United Airlines: en 1973, Saul Bass desarrolló el logotipo de United, que presentaba una "doble U" roja y azul personalizada y un logotipo de estilo Handel Gothic debajo.[19]
- Univisión: empleó este tipo de letra en sus paquetes gráficos a principios de la década de 2000.
- Volvo: utiliza este tipo de letra desde 1974. Al principio se utilizaba para las insignias de los modelos de sus automóviles, pero este uso cesó a principios de la década de 1980, cuando empezó a utilizarse para los gráficos del panel de instrumentos y el salpicadero, donde se mantiene desde entonces.
- Viacom: la segunda versión del logotipo de Viacom utilizó este tipo de letra, desde 2005 hasta 2019.
- WWF SmackDown! utilizó este tipo de letra durante los dos primeros años del programa, como fuente para los nombres de los luchadores, comentaristas y otros gráficos de 1999 a 2001.
- Zweites Deutsches Fernsehen (ZDF), televisión nacional pública alemana, lo utilizó como logotipo
- Azul TV: fue usado en una cadena de television en argentina en el año 2002.
- Telefe Noticias: Fue usado en el noticiero argentino en 2000 y 2002.

### ITC Handel Gothic
- Familia de fuentes ITC Handel Gothic
- Familia de fuentes ITC Handel Gothic Arabic
- Novedades del ITC: marzo de 2008
- Lo último del ITC: marzo de 2010

- Datos: Q3126707
- Multimedia: Handel Gothic / Q3126707